# آلیسون
آلیسون، (به انگلیسی: Allison Transmission) یک شرکت سهامی عام آمریکایی است، که دفتر مرکزی آن، در شهر ایندیاناپلیس، ایالات متحده آمریکا قرار دارد.
این شرکت در زمینه تولید سامانه‌های انتقال قدرت خودکار فعالیت می‌کند. محصولات آلیسون توسط بیش از ۲۵۰ سازنده خودرو اعم از سواری، تجاری، نظامی و تجهیزات سنگین در سراسر جهان مورد استفاده قرار می‌گیرد.